# Marcos Peano
Marcos Hernán Peano (Freyre, 15 ottobre 1998) è un calciatore argentino, portiere del RAAL La Louvière.

## Carriera

### Club
Cresciuto nel settore giovanile dell'Unión (SF), ha esordito in prima squadra il 2 settembre 2018 disputando l'incontro di Primera División pareggiato 0-0 contro il Colón (SF).
Nel 2024 si è trasferito in Belgio al RAAL La Louvière.

### Nazionale
Nel 2015 con la nazionale argentina under-17 ha preso parte al campionato mondiale di categoria, disputando due incontri.

## Statistiche
Statistiche aggiornate al 18 agosto 2019.

### Presenze e reti nei club
| Stagione        | Squadra         | Campionato      | Campionato | Campionato | Coppe nazionali | Coppe nazionali | Coppe nazionali | Coppe continentali | Coppe continentali | Coppe continentali | Altre coppe | Altre coppe | Altre coppe | Totale | Totale | Totale |
| Stagione        | Squadra         | Comp            | Pres       | Reti       | Comp            | Pres            | Reti            | Comp               | Pres               | Reti               | Comp        | Pres        | Reti        | Pres   | Reti   |        |
| --------------- | --------------- | --------------- | ---------- | ---------- | --------------- | --------------- | --------------- | ------------------ | ------------------ | ------------------ | ----------- | ----------- | ----------- | ------ | ------ | ------ |
| 2018-2019       | Unión (SF)      | PD              | 1          | 0          | CA+CdL          | 1+3             | -2;-5           | CS                 | 0                  | 0                  |             | -           | -           | 5      | -7     |        |
| 2019-2020       | Unión (SF)      | PD              | 3          | -5         | CA              | 0               | 0               |                    | -                  | -                  |             | -           | -           | 3      | -5     |        |
| Totale carriera | Totale carriera | Totale carriera | 4          | -5         |                 | 4               | -7              |                    | 0                  | 0                  |             | -           | -           | 8      | -12    |        |